# Acipenser brevirostrum
Acipenser brevirostrum је зракоперка из реда Acipenseriformes. 

## Угроженост
Ова врста се сматра рањивом у погледу угрожености врсте од изумирања.

## Распрострањење
Ареал врсте је ограничен на мањи број држава. 
Присутна је у следећим државама: Канада, Сједињене Америчке Државе.

## Станиште
Станишта врсте су морски екосистеми, речни екосистеми и слатководна подручја. 